# 指雲寺

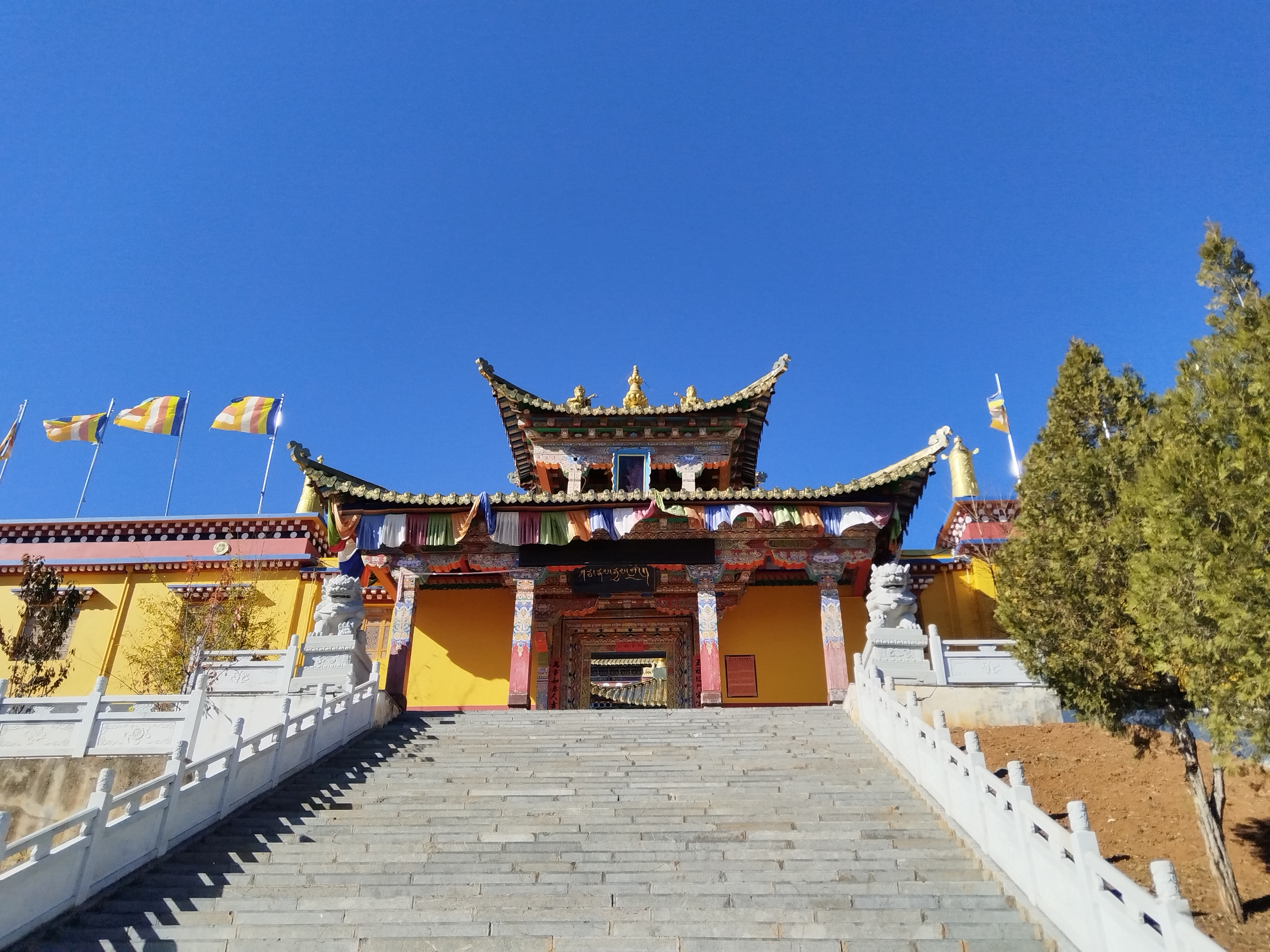
指雲寺

指雲寺（しうんじ、zhiyunsi）は、中国雲南省麗江市に位置し、麗江古城から西へ約18キロほどになる。拉市海から近い場所にある。麗江五大寺院（文峰寺、普済寺、玉峰寺，福国寺）のひとつであり、宗派はチベット仏教カギュ派になる。建立は清王朝の雍正5年（1727年）であるが、同治帝時代に戦乱により、一部破壊されたが、光緒5年（1879年）に再建された。2022年3月より玉龍ナシ族自治県仏教協会がこの地にある。
境内は非常に広く100人以上のラマを収容し法事を行える。正面の建物は大きくはないものの、奥に登っていくと大きな仏堂がある。釈迦牟尼仏などの仏像がご安置され、東宝活仏の霊塔もある。奥に行く途中にはマニ車が設置され、回しながら登れる。また蓮花生大士（パトマサンババ）を修するための洞窟もある。

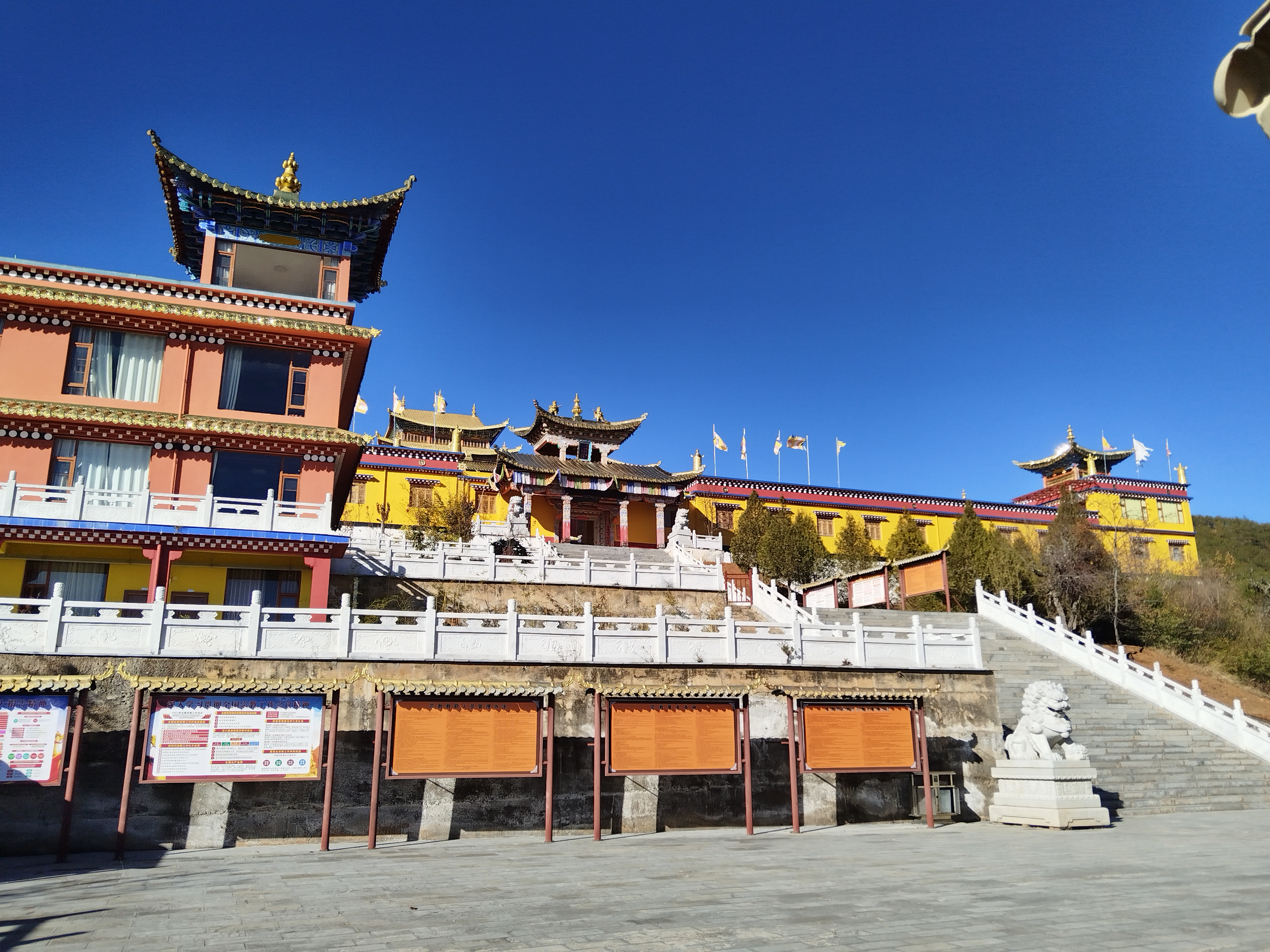
指雲寺　階段の途中

ここは東宝活仏とゆかりのある場所である。十四世東宝活仏が住職をしていた頃は十三のお寺の総監となり、十五世の頃には更に重要な地位を築いた。十六世は早逝であったが、その菩提心は十七世に継承され、300年にわたる麗江仏教の歴史は受け継がれている。
ここも他の五大寺院と変わらず、交通機関はない。そのため、まったく商業化されておらず、ほぼ敬虔な仏教徒しか訪れない。修行僧もほぼチベット族であり、チベット語かカタコトの中国語で会話するしかない。だだし、その価値はある場所であろう。